# Phyllangia
Phyllangia är ett släkte av koralldjur. Phyllangia ingår i familjen Caryophylliidae.
Kladogram enligt Catalogue of Life:
| Phyllangia | \| \| Phyllangia americana \| \| \| \| \| \| Phyllangia consagensis \| \| \| \| \| \| Phyllangia dispersa \| \| \| \| \| \| Phyllangia echinosepes \| \| \| \| \| \| Phyllangia granulata \| \| \| \| \| \| Phyllangia hayamaensis \| \| \| \| \| \| Phyllangia papuensis \| \| \| \| \| \| Phyllangia pequegnatae \| \| \| \| |
|            | \| \| Phyllangia americana \| \| \| \| \| \| Phyllangia consagensis \| \| \| \| \| \| Phyllangia dispersa \| \| \| \| \| \| Phyllangia echinosepes \| \| \| \| \| \| Phyllangia granulata \| \| \| \| \| \| Phyllangia hayamaensis \| \| \| \| \| \| Phyllangia papuensis \| \| \| \| \| \| Phyllangia pequegnatae \| \| \| \| |
|            | Phyllangia americana |
|            | |
|            | Phyllangia consagensis |
|            | |
|            | Phyllangia dispersa |
|            | |
|            | Phyllangia echinosepes |
|            | |
|            | Phyllangia granulata |
|            | |
|            | Phyllangia hayamaensis |
|            | |
|            | Phyllangia papuensis |
|            | |
|            | Phyllangia pequegnatae |
|            | |